# Chorwacka Partia Emerytów
Chorwacka Partia Emerytów (chorw. Hrvatska stranka umirovljenika, HSU) – chorwacka partia polityczna.
HSU powstała 26 kwietnia 1996. Swój program polityczny kieruje do określonych grup społecznych, przede wszystkim do emerytów, deklarując się jako ich polityczny reprezentant.
W wyborach samorządowych partia startuje od 1997, w lokalnych w 2009 uzyskała około 270 mandatów radnych w skali kraju. Pierwszy raz do Zgromadzenia Chorwackiego emeryci wystawili swoje listy w 2000, w 2003 po raz pierwszy wprowadzili swoich przedstawicieli do krajowego parlamentu. W 2007 HSU uzyskała podobny wynik procentowy, jednak tym razem jedynie jeden jej kandydat uzyskał mandat deputowanego VI kadencji. W 2010 ugrupowanie weszło w skład sojuszu wyborczego, nazwanego później Koalicją Kukuriku. Koalicja ta zwyciężyła w wyborach w 2011, a HSU kontynuowała współpracę wyborczą z socjaldemokratami również w wyborach krajowych w 2015, 2016 i 2020. W 2024 partia startowała natomiast w ramach koalicji zorganizowanej przez Chorwacką Wspólnotę Demokratyczną.
Funkcję przewodniczącego partii obejmowali kolejno: Rudolf Mažuran, Vladimir Jordan, Silvano Hrelja i Veselko Gabričević.

## Wyniki wyborcze
Wyniki do Zgromadzenia Chorwackiego:
- 2000: 1,9% głosów i 0 mandatów
- 2003: 4,0% głosów i 3 mandaty
- 2007: 4,0% głosów i 1 mandat
- 2011: 40,0% głosów i 80 mandatów (koalicja, 3 mandaty dla HSU)
- 2015: 33,2% głosów i 56 mandatów (koalicja, 2 mandaty dla HSU)
- 2016: 33,5% głosów i 54 mandaty (koalicja, 2 mandaty dla HSU)
- 2020: 24,9% głosów i 41 mandatów (koalicja, 1 mandat dla HSU)[8][9]
- 2024: 34,4% głosów i 61 mandatów (koalicja, 1 mandat dla HSU)[3]